# Канте
Канте (фр. Canté) насеље је и општина у јужној Француској у региону Миди Пирене, у департману Арјеж која припада префектури Памје.
По подацима из 2011. године у општини је живело 208 становника, а густина насељености је износила 21,22 становника/km². Општина се простире на површини од 9,8 km². Налази се на средњој надморској висини од 225 метара (максималној 352 m, а минималној 216 m).

## Демографија
| 1962. | 1968. | 1975. | 1982. | 1990. | 1999. | 2011. |
| ----- | ----- | ----- | ----- | ----- | ----- | ----- |
| 118   | 150   | 158   | 142   | 164   | 179   | 208   |

График промене броја становника у току последњих година